# Robert Clotworthy (saltador)
Robert Clotworthy (Nova Jersey, 8 de maio de 1931 - 1 de junho de 2018) foi um saltador de trampolim estadunidense especializado em trampolim de 3 metros, onde conseguiu ser campeão olímpico em 1956.